# Шеньянський метрополітен
Шеньянський метрополітен (кит.: 沈阳地铁) — система ліній метрополітену в місті Шеньян, провінція Ляонін, КНР.

## Історія
Побудувати метро в місті планували ще японці під час окупації Маньчжурії в 1940-х роках. Існував проєкт з 4 ліній та 52 км. Другий раз будувати вирішили в 1960-ті роки для військових потреб та громадянської оборони. Метрополітен був запланований на розміщення на випадок війни; 300 000 громадян, та зберігання військового майна. Тунелі хотіли будувати на глибині 150 метрів, але це залишилося лише проєктом, через відсутність досвіду такого будівництва та дуже високу вартість. В 1980-х та 1990-х влада міста хотіла побудувати метро тільки як транспортну мережу, але через кризові явища в економіках азійських країн уряд не погодився фінансувати проєкт. Будівництво розпочалося тільки 18 листопада 2005 року. Тестова експлуатація деяких станцій розпочалася ще в 2009 році на ювілей Революції 1949 року, але це не були регулярні перевезення.

### Хронологія розвитку системи
- 27 вересня 2010 — офіційно відкрилася Лінія 1, 22 станції та 27,8 км.[3]
- 9 січня 2012 — відкриття початкової дільниці «Santaizi» — «Quanyunlu» Лінії 2, 19 станцій та 21,76 км.
- 30 грудня 2013 — розширення Лінії 2 на 3 станції та 5,6 км, дільниця «Santaizi» — «Hangkonghangtiandaxue».
- 8 квітня 2018 — розширення Лінії 2 на 4 станції та 5,1 км, дільниця «Hangkonghangtiandaxue» — «Putianlu».
- 25 травня 2019 — відкрилася Лінія 9.
- 29 квітня 2020 — відкрилася Лінія 10[4].

## Лінії
Всі станції метрополітену в місті підземні, побудовані з платформними розсувними дверима.
| №        | Дата відкриття  | Останнє продовження | Кількість станцій | Кінцеві станції                     | Довжина в км |
| -------- | --------------- | ------------------- | ----------------- | ----------------------------------- | ------------ |
| Лінія 1  | 27 вересня 2010 | —                   | 22                | «Shisanhaojie» — «Limingguangchang» | 27,8         |
| Лінія 2  | 9 січня 2012    | 8 квітня 2018       | 26                | «Putianlu» — «Quanyunlu»            | 31,9         |
| Лінія 9  | 25 травня 2019  | —                   | 25                | «Nujianggongyuan» — «Jianzhudaxue»  | 29           |
| Лінія 10 | 29 квітня 2020  | —                   | 21                | «Dingxianghu» — «Zhangshabu»        | 27,2         |

## Розвиток
Станом на літо 2020 року будується розширення Лінії 2, дві нових лінії та ще одна проєктується.
- Лінія 4 — будується 23 станції та 34,1 км, відкриття заплановане на 2022 рік.
- Лінія 2 — будується розширення на 8 станцій та 14 км, відкриття заплановане на 2024 рік.
- Лінія 3 — будується 30 станцій та 41 км, відкриття заплановане на 2025 рік.
- Лінія 6 — проєктується 30 станцій та 35 км.

## Трамвай
Також у місті працює з 2013 року трамвай, який є нетиповим для азійських країн транспортом, станом на літо 2019 року в місті 4 маршрути та 97,45 км колій.

## Режим роботи
Метрополітен працює з 5:30 до 23:00. Інтервал руху 4 хвилини в годину пік, міжпіковий 9 хвилин.

## Галерея

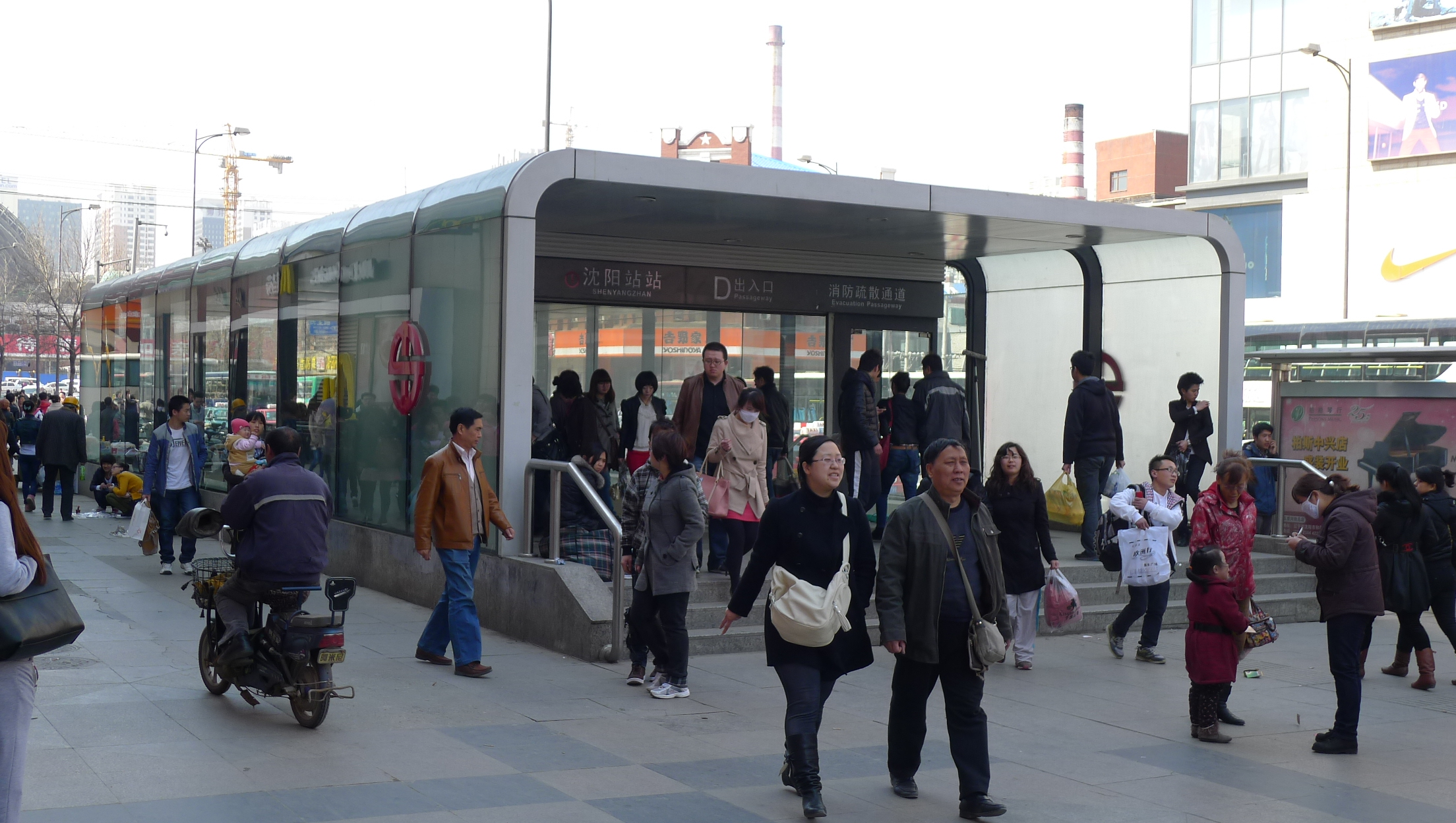
Вихід зі станції «Shenyang Zhan»
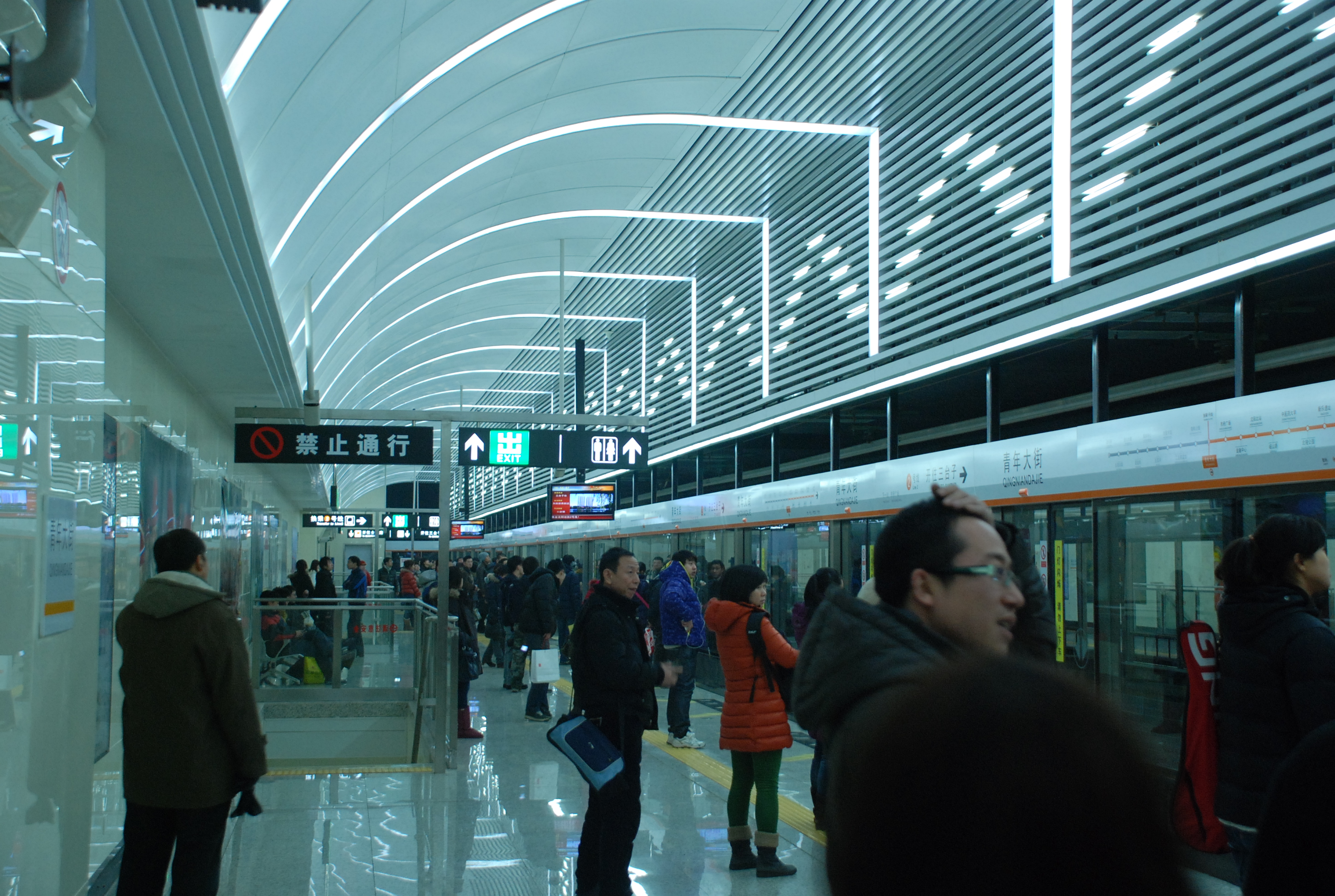
Станція «Qingnian Dajie»
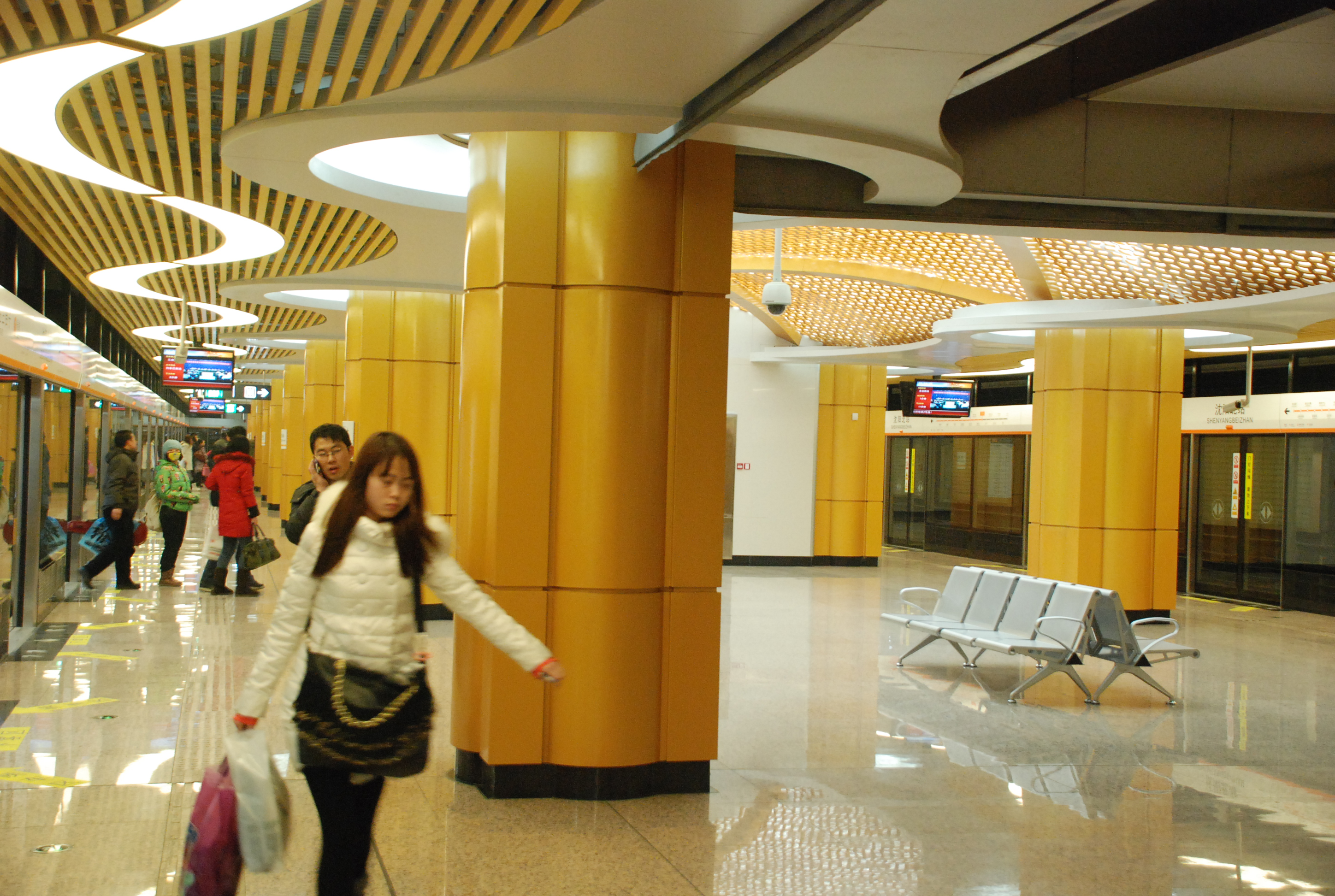
Станція «Shenyang Beizhan»
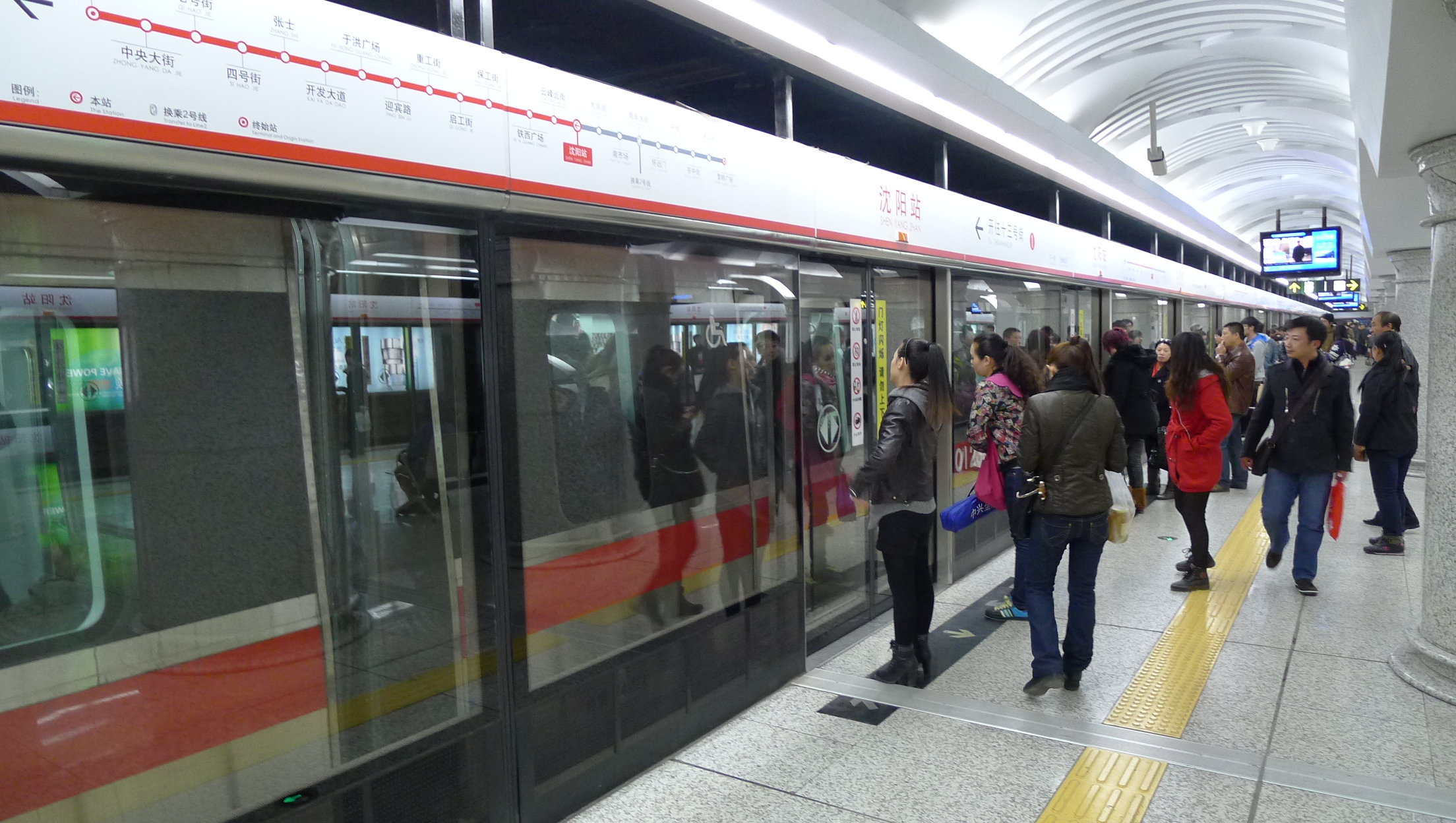
Станція «Shenyang Zhan»
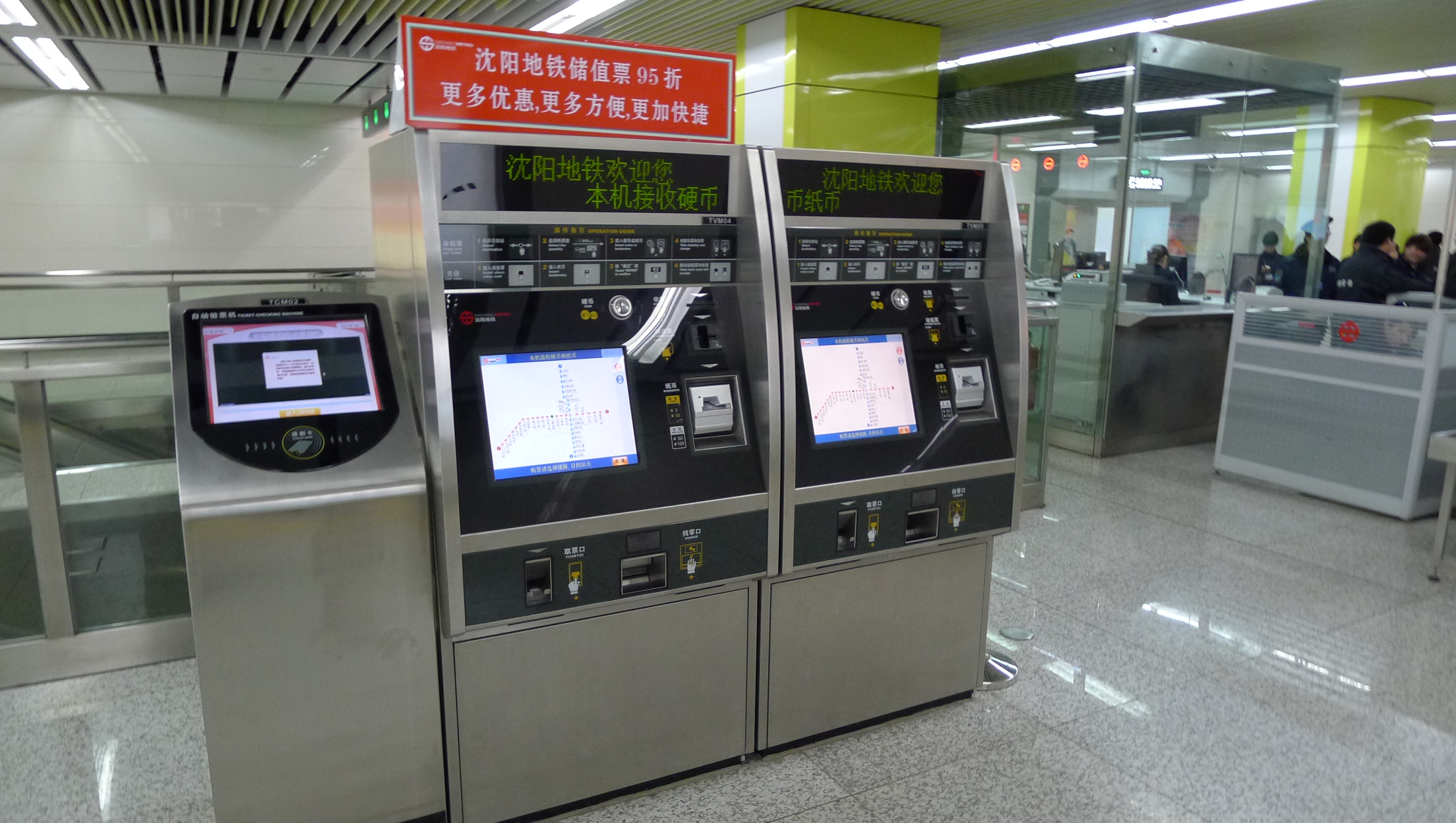
Квиткові автомати
Довгостроковий план метрополітену
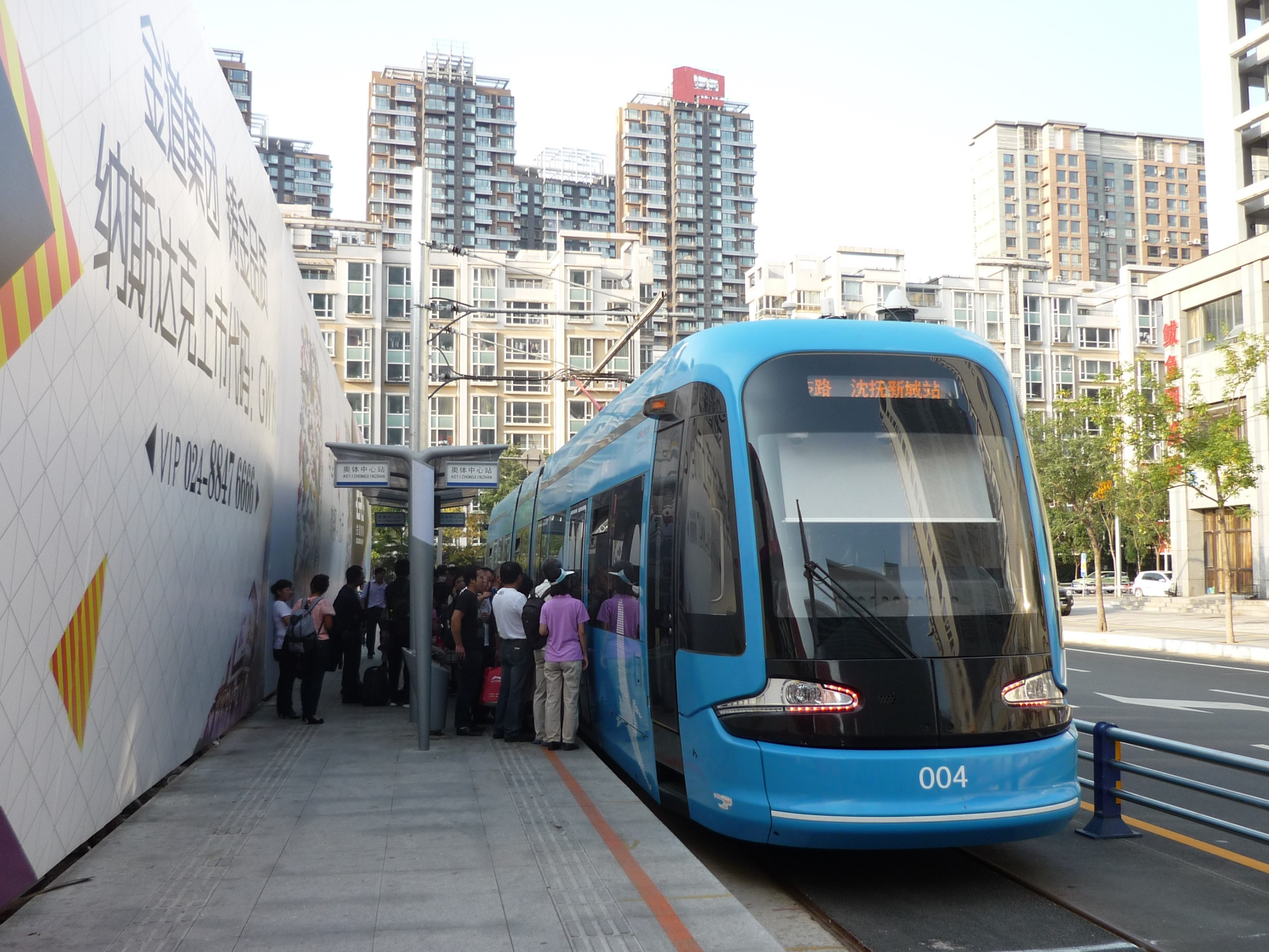
Шеньянський трамвай
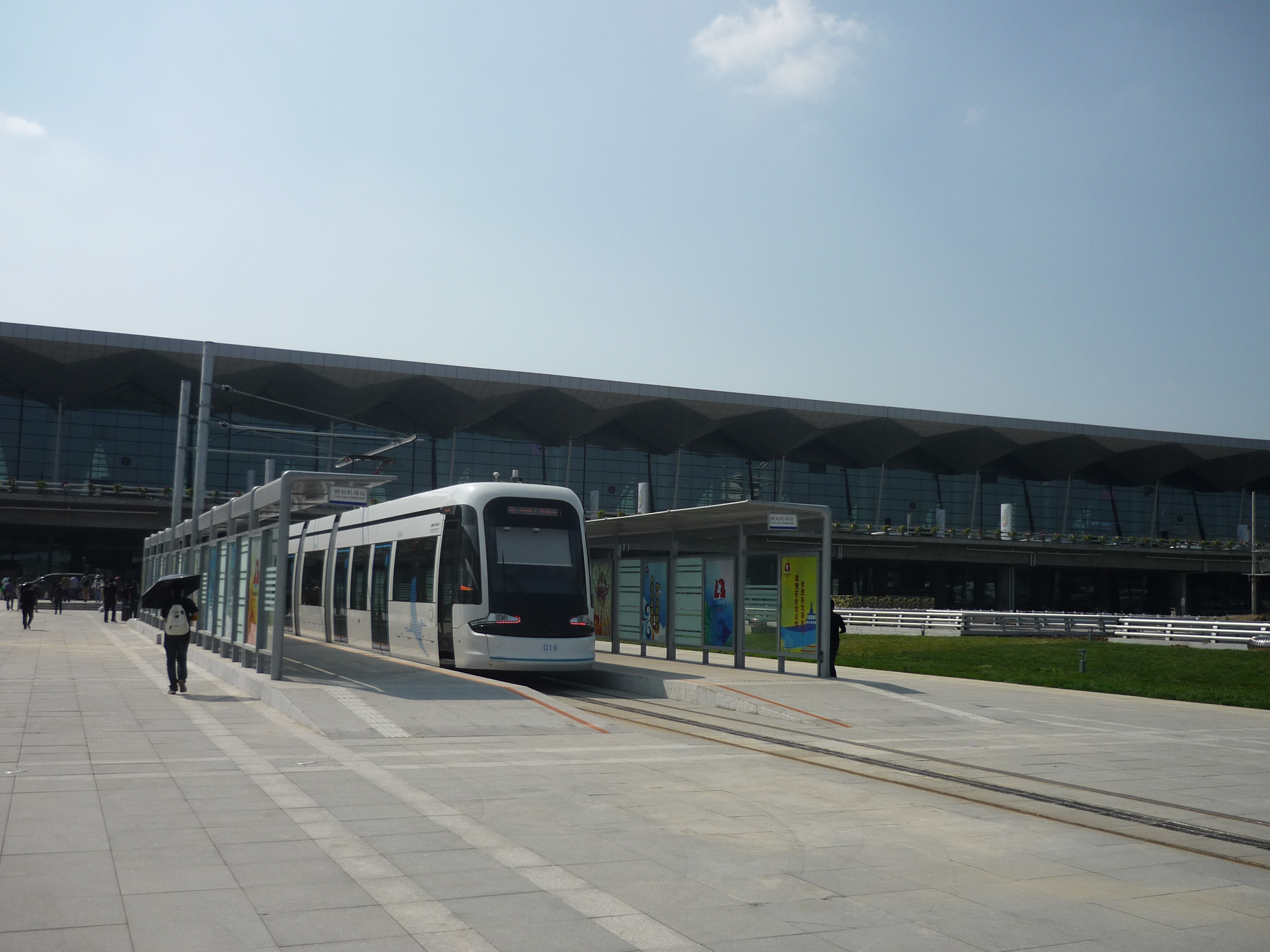
Шеньянський трамвай